# منتخب عمان لكرة اليد
منتخب عمان لكرة اليد هو الممثل الرسمي لسلطنة عمان في رياضة كرة اليد. نافس في بطولة آسيا لكرة اليد للرجال وظهر فيها 3 مرات كانت الأولى في سنة 2004 وكانت أفضل نتيجة له فيها هي المركز الثامن وذلك في سنة 2014.